# Heliura grylloides
Heliura grylloides är en fjärilsart som beskrevs av Walker 1854. Heliura grylloides ingår i släktet Heliura och familjen björnspinnare. Inga underarter finns listade i Catalogue of Life.